# Ayane's High Kick
Ayane's High Kick (綾音ちゃんハイキック?, Ayane-chan Hai Kikku) è un OAV in due episodi del 1997 prodotto dalla Nikkatsu Corporation.

## Trama
Ayane Mistui è una studentessa di 17 anni che frequenta il liceo, è carina, atletica, e pigra nello studio e vorrebbe diventare una wrestler femminile professionale. Ayane ha sempre ha desiderato essere un pro-pro-wrestler femminile. Un giorno mostra alla giuria alcune mosse ma non viene scelta. Ottiene un'offerta da un uomo misterioso che vuole addestrarla indipendentemente. Ma a sua insaputa è un allenatore di Kickboxing, lo sport che odia tanto.